# Kiss from a Rose
"Kiss from a Rose" là một bài hát của nghệ sĩ thu âm người Anh quốc Seal nằm trong album phòng thu thứ hai mang chính tên anh (1994). Bài hát sau đó còn xuất hiện trong album nhạc phim của bộ phim năm 1995 Batman Forever. Nó được phát hành làm đĩa đơn lần đầu tiên vào ngày 14 tháng 7 năm 1994, trước khi được tái phát hành vào ngày 6 tháng 6 năm 1995 như là đĩa đơn thứ hai trích từ hai album bởi ZTT Records và Warner Bros. Records. Bài hát được viết lời bởi nam ca sĩ, trong khi phần sản xuất được đảm nhiệm bởi Trevor Horn, cộng tác viên quen thuộc xuyên suốt sự nghiệp của anh. Được sáng tác vào năm 1987 trong khoảng thời gian Seal thực hiện album phòng thu đầu tay mang chính tên anh (1991) nhưng không được sử dụng, "Kiss from a Rose" là một bản pop và R&B ballad kết hợp với những yếu tố từ soul và mặc dù chưa từng được nam ca sĩ tiết lộ về ý nghĩa thực sự của bài hát, đã có nhiều giả thuyết về việc nó mang nội dung đề cập đến những cảm xúc trong tình yêu hoặc một hành trình đến với kiếp sau của một người.
Sau khi phát hành, "Kiss from a Rose" nhận được những phản ứng tích cực từ các nhà phê bình âm nhạc, trong đó họ đánh giá cao giai điệu sâu lắng, chất giọng tình cảm của Seal cũng như vai trò của Horn, đồng thời gọi đây là một điểm nhấn nổi bật từ album. Ngoài ra, bài hát còn gặt hái nhiều giải thưởng và đề cử tại những lễ trao giải lớn, bao gồm đề cử tại giải thưởng âm nhạc Billboard năm 1995 cho Top Bài hát Hot 100 và chiến thắng ba giải Grammy cho Thu âm của năm, Bài hát của năm và Trình diễn giọng pop nam xuất sắc nhất tại lễ trao giải thường niên lần thứ 38. Ban đầu chỉ tiếp nhận những thành công ít ỏi về mặt thương mại, "Kiss from a Rose" đã trở thành một hit ngủ quên sau khi xuất hiện ở phần kết phim của Batman Forever với việc đứng đầu bảng xếp hạng ở Úc và lọt vào top 10 ở hầu hết những quốc gia nó xuất hiện, bao gồm vươn đến top 5 ở những thị trường lớn như Áo, Canada, Ireland, Hà Lan, Na Uy và Vương quốc Anh. Tại Hoa Kỳ, nó đạt vị trí số một trên bảng xếp hạng Billboard Hot 100 trong một tuần, trở thành đĩa đơn quán quân đầu tiên và duy nhất của Seal tại đây.
Hai video ca nhạc khác nhau đã được thực hiện cho "Kiss from a Rose". Phiên bản đầu tiên được đồng đạo diễn bởi Matthew Rolston và William Levin, trong đó Seal hát trong một phòng chụp hình với một cô gái, bên cạnh phiên bản thứ hai do Joel Schumacher làm đạo diễn và bao gồm những cảnh nam ca sĩ hát bên cạnh biểu tượng cho nhân vật Batman Bat-Signal, xen kẽ với những hình ảnh Batman Forever. Phiên bản thứ hai đã nhận được nhiều lượt yêu cầu phát sóng trên những kênh truyền hình âm nhạc như MTV, VH1 và BET, đồng thời chiến thắng một giải tại giải Video âm nhạc của MTV năm 1995 cho Video xuất sắc nhất từ một bộ phim. Để quảng bá bài hát, Seal đã trình diễn nó trên nhiều chương trình truyền hình và lễ trao giải lớn, bao gồm Top of the Pops và giải Grammy lần thứ 38, cũng như trong nhiều chuyến lưu diễn của anh. Được ghi nhận là bài hát trứ danh trong sự nghiệp của nam ca sĩ, "Kiss from a Rose" đã được hát lại và sử dụng làm nhạc mẫu bởi nhiều nghệ sĩ, như Mary J. Blige, Jack Black, Idina Menzel, Joel McHale, James Corden, Donald Glover và Northern Kings.

## Danh sách bài hát
Đĩa CD tại châu Âu và Anh quốc (1994)
1. "Kiss from a Rose" – 4:47
2. "The Wind Cries Mary" – 3:54
3. "Blues In 'E'" – 3:43

Đĩa CD tại châu Âu và Anh quốc (1995)
1. "Kiss from a Rose" – 4:47
2. "I'm Alive" (Atraxion Future radio chỉnh sửa) – 4:11
3. "I'm Alive" (Sasha & BT's Atraxion Future phối) – 13:48

Đĩa 7" tại Hoa Kỳ
1. "Kiss from a Rose" – 4:47
2. "I'm Alive" (radio phối lại) – 4:16

## Xếp hạng
| Bảng xếp hạng (1994-95)                  | Vị trí cao nhất |
| ---------------------------------------- | --------------- |
| Úc (ARIA)                                | 1               |
| Áo (Ö3 Austria Top 40)                   | 3               |
| Bỉ (Ultratop 50 Flanders)                | 36              |
| Bỉ (Ultratop 50 Wallonia)                | 11              |
| Canada (RPM)                             | 2               |
| Canada Adult Contemporary (RPM)          | 3               |
| Đan Mạch (Tracklisten)                   | 6               |
| Châu Âu (European Hot 100 Singles)       | 12              |
| Pháp (SNEP)                              | 8               |
| Đức (Official German Charts)             | 11              |
| Ireland (IRMA)                           | 4               |
| Hà Lan (Dutch Top 40)                    | 4               |
| Hà Lan (Single Top 100)                  | 3               |
| New Zealand (Recorded Music NZ)          | 16              |
| Na Uy (VG-lista)                         | 3               |
| Thụy Điển (Sverigetopplistan)            | 8               |
| Thụy Sĩ (Schweizer Hitparade)            | 7               |
| Anh Quốc (OCC)                           | 4               |
| Hoa Kỳ Billboard Hot 100                 | 1               |
| Hoa Kỳ Adult Contemporary (Billboard)    | 1               |
| Hoa Kỳ Adult Pop Airplay (Billboard)     | 1               |
| Hoa Kỳ Alternative Songs (Billboard)     | 35              |
| Hoa Kỳ Hot R&B/Hip-Hop Songs (Billboard) | 52              |
| Hoa Kỳ Pop Airplay (Billboard)           | 1               |
| Hoa Kỳ Rhythmic (Billboard)              | 5               |

| Bảng xếp hạng (1995)                  | Vị trí |
| ------------------------------------- | ------ |
| Australia (ARIA)                      | 3      |
| Austria (Ö3 Austria Top 40)           | 39     |
| Belgium (Ultratop 50 Wallonia)        | 71     |
| Canada (RPM)                          | 7      |
| Canada Adult Contemporary (RPM)       | 64     |
| Europe (European Hot 100 Singles)     | 31     |
| France (SNEP)                         | 41     |
| Germany (Official German Charts)      | 66     |
| Netherlands (Dutch Top 40)            | 36     |
| Netherlands (Single Top 100)          | 42     |
| Norway Autumn Period (VG-lista)       | 15     |
| Norway Summer Period (VG-lista)       | 10     |
| Sweden (Sverigetopplistan)            | 51     |
| Switzerland (Schweizer Hitparade)     | 47     |
| UK Singles (Official Charts Company)  | 39     |
| US Billboard Hot 100                  | 4      |
| US Adult Contemporary (Billboard)     | 7      |
| US Top Soundtrack Singles (Billboard) | 2      |
| Bảng xếp hạng (1996)                  | Vị trí |
| US Adult Contemporary (Billboard)     | 8      |

| Bảng xếp hạng (1990–99) | Vị trí |
| ----------------------- | ------ |
| U.S. Billboard Hot 100  | 58     |

| Bảng xếp hạng            | Vị trí |
| ------------------------ | ------ |
| US Billboard Hot 100     | 384    |
| US Pop Songs (Billboard) | 63     |

## Chứng nhận
| Quốc gia | Chứng nhận | Số đơn vị/doanh số chứng nhận |
| --- | ---------- | ----------------------------- |
| Úc (ARIA) | Bạch kim   | 70.000^                       |
| Pháp (SNEP) | Vàng       | 250.000*                      |
| Na Uy (IFPI) | Vàng       | 0*                            |
| Anh Quốc (BPI) | Bạch kim   | 600.000‡                      |
| Hoa Kỳ (RIAA) Đĩa cứng | Vàng       | 700,000                       |
| Hoa Kỳ (RIAA) Nhạc số | Vàng       | 500.000*                      |
| * Chứng nhận dựa theo doanh số tiêu thụ. ^ Chứng nhận dựa theo doanh số nhập hàng. ‡ Chứng nhận dựa theo doanh số tiêu thụ và phát trực tuyến. |            |                               |